# Uit ons Krijtland
Uit ons Krijtland is een boek, geschreven door Eli Heimans (1861-1914) en voor het eerst uitgegeven in 1911. Het bevat een beschrijving van een deel van het "Krijtland", het landschap in een gebied van ongeveer 12 km2 in het Boven-Geuldal rondom het Zuid-Limburgse dorp Epen en van de daar voorkomende levensgemeenschappen van planten en dieren in relatie tot de bodem. Hoewel het boekje door hemzelf werd aangeduid als “bestemd voor den vacantie-tijd van natuurvrienden” en het een luchtige schrijfstijl heeft, worden er toch een aantal in die tijd nog weinig bekende zaken voor het voetlicht gebracht. Het beschrijft "het verband tusschen het leven van plant en dier en den grond, waarop en waarvan zij leven; daardoor treedt de studie van het landschap als geheel op den voorgrond, en meteen komt de geschiedenis van dien grond op het programma. Dientengevolge zijn er in dit boekje heel wat bladzijden besteed aan de historische geologie van Nederland.
Toch bedoelt het geenszins een bijdrage te leveren tot de geologie van nederland; het beoogt niets dan de belangstelling te wekken van de leeken, en vooral van de jongelui die al van natuurstudie houden, voor dit zoo belangwekkende, zoo belangrijke en toch bij ons zoo verwaarloosde onderdeel der natuurlijke historie."
In de oorspronkelijke versie waren bij het boekje een kaart en een aantal stereoscoopplaten gevoegd, die waren gemaakt door Heimans' zoon Jacob, de latere hoogleraar botanie aan de Universiteit van Amsterdam.

## Bibliografische gegevens
- Heimans, Eli (1911) - Uit ons Krijtland. Amsterdam : W. Versluys. De eerste druk werd uitgegeven “met een gekleurde schetskaart, teekeningen van den schrijver, foto's en 12 stereoscoopplaten van J. Heimans.” 215 pgs.[3] Het boekje had een linnen omslag en een foto van de bloemen en vruchten van de wolfskers Atropa belladonna werd er met de hand opgeplakt.

Het mag opmerkelijk genoemd worden dat het boekje pas meer dan zestig jaar later voor het eerst werd herdrukt:  
- [1974]: fotografische herdruk. [S.I. : Vroom en Dreesmann].[4]

Enkele jaren later verscheen opnieuw een herdruk, deze keer uitgegeven door de Vereniging tot Behoud van Natuurmonumenten in Nederland ter gelegenheid van de 'Actie Geuldal'.
- 1977: fotografische herdruk. 's-Graveland : Vereniging tot Behoud van Natuurmonumenten in Nederland. Met een nawoord van J. Heimans.[5]

## Heimans en Epen
Behalve een grote interesse in botanische en zoölogische onderwerpen, ontwikkelde Heimans ook een bijzondere belangstelling voor geologische zaken. In 1909 schreef hij in het tijdschrift De Levende Natuur een stukje over 'Gesteenten'. “Dit artikel werd gevolgd door een grootere studie over ‘Kalkzoekende en kalkmijdende planten’ waarin hij niet alleen de betrekking behandelde tusschen plantengroei en bodemgesteldheid, maar ook een prachtige les gaf over de gesteentelagen en plooiingen in het bergland langs de Maas in de buurt van Dinant.”
Zijn geologische naspeuringen brachten hem ook naar Zuid-Limburg. Hij streek met zijn gezin in de schoolvakanties neer in Epen, en ontdekte het grote geologische belang van de omgeving van dit dorpje aan de Geul. Nergens in Nederland kan men hier op zo'n klein gebied - “een uitgekozen vierkant van een uur lang en breed” een zo “rijke geologische staalkaart, van het jongste beek-alluvium af met zijn merkwaardige zinkflora tot de carboonlagen aan de Oostelijken steilrand toe,” vinden. 
Heimans bracht er verschillende vakanties door, en Uit ons Krijtland bevat de levendige beschrijving van de tochten die hij hier maakte. Het boekje werd een “voorbeeld van populair-wetenschappelijke landschapsbeschrijving” en diende voor veel zomergasten als gids bij hun verblijf “in dat prachtige en leerzame landschap”.

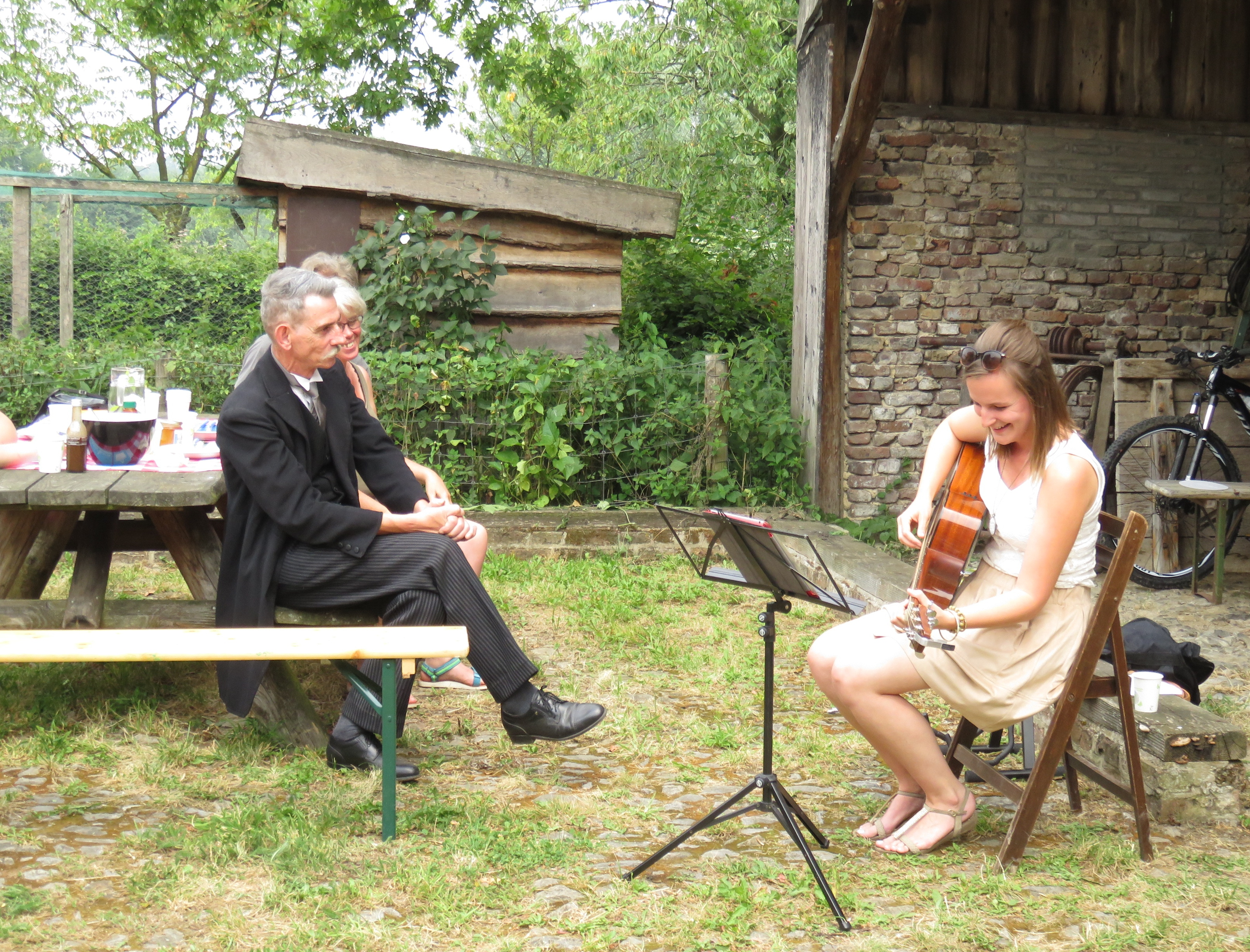
"Heimans" luistert naar een ode van een lokale zangeres op de Heimans-herdenking 2016 bij de Volmolen Epen

Heimans was op het idee gebracht om naar Epen te gaan door J.B. Bernink (1878-1954), onderwijzer, natuurliefhebber en latere stichter van Museum Natura Docet in Denekamp. Die was er, blijkens zijn verslag in het tijdschrift De Levende Natuur tot zijn grote genoegen zelf (drie dagen) geweest in 1901.
Heimans werd in het dorp Epen “een bekende en beminde figuur, zoowel bij de zomergasten als bij de inwoners van het dorp zelve.” Jac. P. Thijsse vertelt hoe hij in 1928 bemerkte dat Heimans toen nog steeds - veertien jaar na zijn dood - werd geëerd door de Epenaren.
Ook heden ten dage staat Heimans nog in groot aanzien bij de plaatselijke bevolking. Stichting 'Ode aan Heimans' is in 2014 begonnen met een Heimansherdenking. In dat jaar werd in de week van 19 tot en met 27 juli herdacht dat Heimans 100 jaar daarvoor was overleden. Deze herdenking werd tot 2018 jaarlijks herhaald op of rond de sterfdag van Heimans. In 2019 werd de stichting opgeheven.

## Inhoud van het boek
Het boekje telt dertien hoofdstukken:

### Aan de Geul
Op 22 juli 1910 “kuierden wij” 's middags naar de Geulvallei. 's Ochtends had er al een wandeling naar het Onderste en Bovenste Bosch op de agenda gestaan. De flora van het beekdal wordt bewonderd. Liggend in een weilandje langs de Geul mijmert de schrijver over de vele vragen die het landschap oproept. Dan klinkt in de verte gerommel. Duistere wolken pakken zich samen. Plotseling barst een onweer los. Nog net op tijd wordt de smidse bereikt. “De smid werkt nog door, maar de vrouw en de kinderen roepen hem binnen, uit de open werkplaats weg; zij slaan kruis op kruis bij elken bliksemstraal en donderslag. Nog valt de hamer van de knecht op het roode ijzer op het aambeeld; maar ik hoor er niets van, al sta ik er vlak bij; zoo verdoovend klettert de regen en rommelt al maar door de donder.

En nu, of de natuur mij nog even, voor ik met dit boekje begon, wilde herinneren, wat haar vormende, haar opbouwende en haar afbrekende, haar grootste geologische kracht uitmaakt, nu ving een natuurschouwspel aan, zooals ik het nooit te voren gezien had en dat ik niet licht vergeten zal.”

### Watergeweld
De smidse van Epen ligt een stuk lager dan het dorp ('De Smidse' bestaat nog steeds. Het is tegenwoordig een restaurant/herberg/hotel/appartementen-gebouw.). Heimans beschrijft hoe grote hoeveelheden regenwater langs de helling naar beneden stromen, de holle wegen volgend. Grote brokken gras en keien worden door het water meegesleurd, maar ook planken en palen. “Het was maar een onweersbui geweest; wel een, zooals de menschen hier er in geen jaren hadden beleefd.

Het had hoogstens een half uur sterk geregend en toch, wat was hier een ontzaglijke massa leem, zand en steen van de hellingen naar de vallei gevoerd.”

### Daags na de bui
Pas de volgende dag wordt duidelijk hoe groot de gevolgen van de hevige regenbui voor het landschap zijn geweest, langs de (holle) wegen, maar ook langs weilanden, die op sommige plaatsen wel een meter smaller zijn geworden. Langs de Geul en de Sijlerbeek zijn verse bodemprofielen zichtbaar, waarin zich soms vuursteenlagen bevinden. Op vlakkere plaatsen zijn nieuwe grintbankjes gevormd. Het proces van de vorming van nieuwe meanders in de rivier is nu goed te volgen. 

### Oude grond
Langs de Geul, vlak bij de Volmolen, weet Heimans een plek waar gele monnikskap Aconitum vulparia groeit. Daar vindt hij ook een plaats waar (gesteente uit het) Carboon dagzoomt. - een voor Nederland zeer zeldzaam verschijnsel.

### Nieuwe grond
In de Geul mondt de Sijlerbeek uit, “een onopgevoed, nog echt wild natuurkind. Moge het nog lang jong en ongetemd blijven!

De beek loopt waar hij wil; hier kruipt hij onder heggen en struiken door; daar springt hij opeens dwars over den weg; ginds loopt hij een kwartier ver kalm huppelend met u en den steenweg mee, net als de hond uit het pension, en verdwijnt dan onverwachts onder een hazelstruik. Hoe ge zoekt, ge vindt hem niet terug, hij is weg, den grond ingedoken. Dertig pas verder hoort ge hem duidelijk klokken onder den grond van het weiland, gewoon of hij kiekeboe met u speelde; en eerst een heel eind verderop, bij een grooten steen, komt hij weer tevoorschijn uit een donker poortje in het gras.” In een vlak stuk grasland blijkt het beekje in de onweersbui aan weerszijden een strook van vijf meter gras plat neergeslagen te hebben. Op het gras is een flinterdun laagje klei afgezet. 

### De oude beekweg
Vanuit Epen loopt nog een derde weg zuidwaarts richting de Geul. Het is een holle weg, waar een klein beekje in uitstroomt, en waarin, op een bepaalde plaats het carboon dagzoomt. Even verderop kruist de Sijlerbeek de weg; daar is een voorde. 

### Nog meer antiquiteiten
Heimans vervolgt zijn wandeling langs de Sijlerbeek, richting een boerderij die de naam “Op den Schefer” draagt. Die naam is een verbastering van het Duitse “Schiefer” - lei of leisteen. Ook hier treedt het carboon aan de oppervlakte. 

### Naar de steenkool-grot

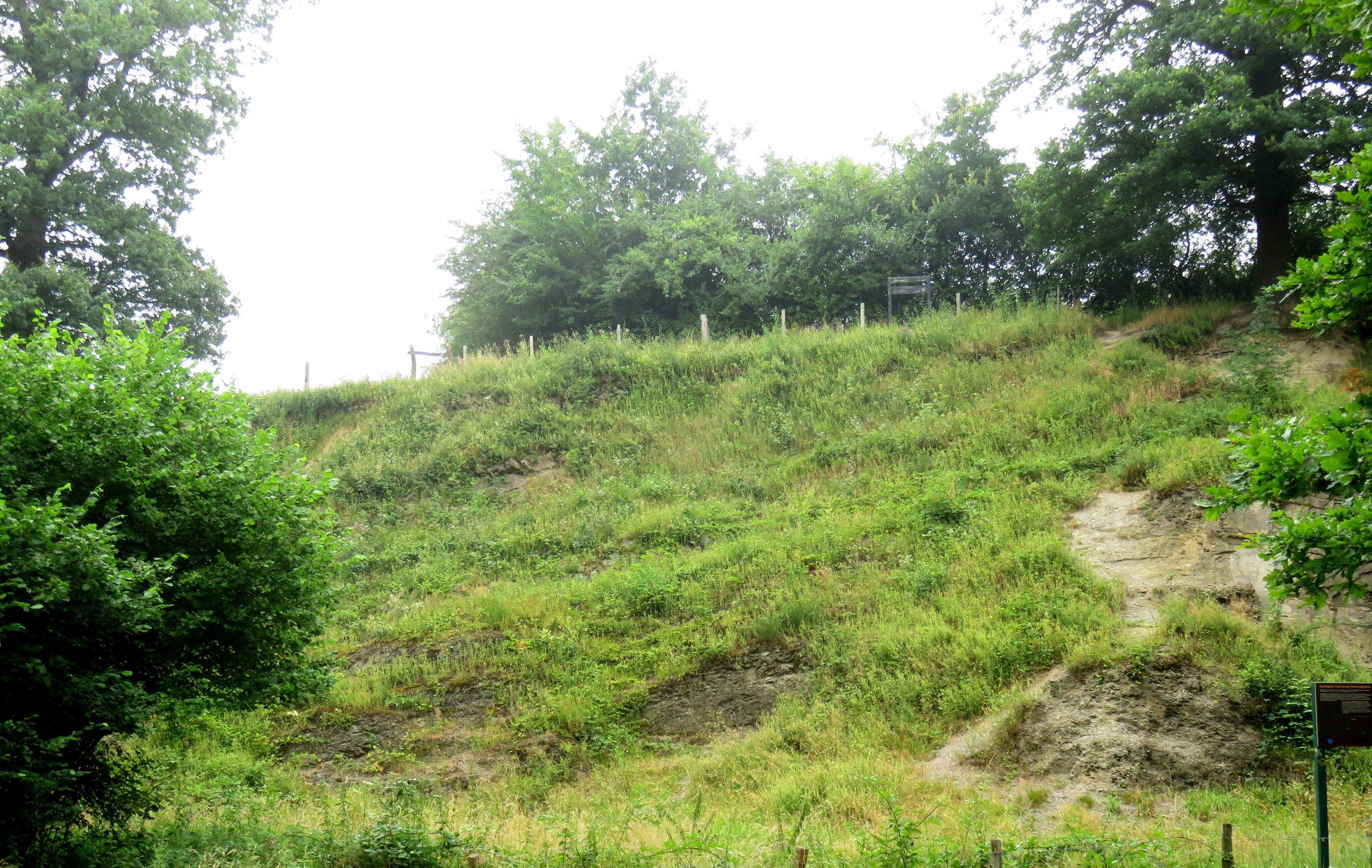
De Heimansgroeve

Vanaf de Smidsberg heeft men een mooi uitzicht over het Geuldal. Als men hier afdaalt naar de Geul kan men deze via een bruggetje oversteken. In de tijd van Heimans groeiden hier in de weilanden veel zinkviooltjes Viola lutea subsp. calaminaria. Iets naar het zuiden vindt Heimans een "open grot", waarvan een vijf meter hoge steile wand geheel bestaat uit flinke "brokken en staven en platen" steen uit de carboon-tijd. Heimans weet niet hoe de "steenkoolgrot" daar bij Epen is gekomen. Hij kon al helemaal niet bevroeden dat deze groeve later de naam "Heimansgroeve" zou krijgen. In de steenbrokken treft Heimans fossiele resten van de zegelboom Sigillaria. Hij vindt in de nabijheid van de groeve ook planten zoals eenbes – Paris in de woorden van Heimans. En ook (gevlekt) longkruid Pulmonaria officinalis en knollathyrus Lathyrus linifolius. 

### Vreemde gewassen; en een ijzermijn?
Vanuit Epen gaat Heimans weer naar de Geul, maar dan in noordelijke richting. Onderweg wijst hij op akkers met spelt Triticum spelta, een graangewas dat in de tijd van Heimans hoogst zelden voorkwam. 
Heimans wijst op een voorde in de Geul: "Als ge tegen twaalven of tegen het vallen van den avond hier komt, zult ge met verbazing zien dat de boer, die daar ginder op de stoppelvelden met zijn beide paarden aan het ploegen is, op een van de twee paarden gaat zitten, en beide dieren den dalenden weg en verder de Geul in voert. Het stroomend Geulwater spat tot op de flanken van de paarden; die blijven even met gestrekten hals staan, drinken zich zat, en stappen daarna kalmpjes schuin door de Geul heen; dan, aan den overkant den weg weer op, waar ze tot aan de polsen en hielen kleikousen aankrijgen."
Langs de Geul zijn behalve de gele zinkviooltjes ook engels gras Armeria maritima, witte silene Silene latifolia subsp. alba en zinkboerenkers Thlaspi caerulescens var. calaminare te vinden. 
Behalve de zinkflora zijn er op een plaats langs de Geul ook ijzerslakken te vinden. 
Heimans weet ook een plekje waar de kleine kaardebol Dipsacus pilosus groeit. Een voor Nederland heel zeldzame plant.

### Naar de krijtrotsen
via Plaat gaat het naar Diependal, in zuidwestelijke richting,  weg van de Geul. Uit de verte is in de bosrijke heuvelrug een witte of grijze driehoek te zien: de onderste kalk- of krijtrots. Onderweg vestigt Heimans nog de aandacht op het duivelsnaaigaren Cuscuta epithymum.  Geologisch is deze route interessant omdat "deze smalle onooglijke weg u opwaarts voert over oeroude zeebodems, drie lagen boven elkaar. Ge komt uit het primair, en gaat over het secundair en het tertiair (…) naar het quartaire land daarboven, onder de eiken van het bosch."  (afb. p. 125) Vandaag gaat de aandacht vooral uit naar het krijt, de periode waarin Limburg onder de zeespiegel lag en in de Krijtzee grote hoeveelheden kalk werden afgezet, waarin zich veel fossielen bevonden. Heimans noemt vooral de belemnieten, zoals Belemnitella mucronata uit het Senonische Krijt, die door de boeren vroeger "donderpijlen" werden genoemd. (afb. p.150) Kenmerkende planten voor de "krijtrotsen" zijn bijvoorbeeld borstelkrans Clinopodium vulgare, bosrank Clematis vitalba, gewone agrimonie Agrimonia eupatoria, boslathyrus Lathyrus sylvestris en ruwe dravik Bromopsis ramosa subsp. ramosa – in de tijd van Heimans "scherpe dravik, Bromus asper" genoemd. Heimans wijst nog speciaal op de zeer giftige wolfskers Atropa belladonna.
We zijn hier al aan de rand van het Onderste Bosch en lopen we nog iets verder dan bevinden we ons alweer op tertiaire grond: dikke lagen zand met weinig leem en veel keien en grint. 
Wanneer we hier 's avonds zouden gaan wandelen, zouden we het geklingel van de geelbuikvuurpad Bombina variegata kunnen horen, maar ook bosuilen, terwijl dan vleermuizen "onhoorbaar als schaduwen over u heen vliegen".

### Naar de vuursteengroeven
Een wandeling naar Eperheide om een kijkje te nemen bij enkele groeven. Allereerst halverwege de weg een grote ontsluiting van krijt. Dan een grote grintgroeve, waar onderin grote hoeveelheden vuursteen worden gewonnen. Vanaf Eperheide kan men goed het Geuldal overzien, en de heuvels erachter. 

### Het Bovenste Bosch
"Het Bovenste Bosch! Dat is het ware Ultima Thule van Nederland, het zuidelijkste hoekje en ik durf te zeggen het mooiste van ons land. Het is nog bijna een uur gaans zuidelijk van Epen." Komend vanaf Epen bevinden zich bij de ingang van het bos twee kalkmuren, zoals die aan de rand van het Onderste Bosch.  Behalve de kalkflora vindt Heimans hier ook drie soorten orchideeën: het wit bosvogeltje Cephalanthera longifolia, de vliegenorchis Ophrys insectifera en de mannetjesorchis Orchis mascula. Dieper in het bos wordt de vegetatie snel minder gevarieerd. Hier overheersen sparren en beuken. 

### Langs de Sijlerbeek terug
Teruglopend vanaf het Bovenste Bosch komt Heimans langs een uitzichtpunt, op een hoogte van 250 meter, dat "stellig tot de allermooiste van ons land behoort." Van twee kanten dalen heuvelruggen af naar het dal van de Sijlerbeek. Even gaat het nog in de richting van het kasteel Beusdael, en daarna naar Klein Kullen, en naar de door Heimans zo geliefde Sijlerbeek. Hij vindt er zelfs een heus watervalletje. 
Op de laatste dag van zijn verblijf in Epen keert Heimans hier nog even terug, om een foto te maken, en om voor het laatst te genieten van het uitzicht. 
Heimans besluit zijn boek met de oproep om het land om Epen van Mechelen tot Beusdal tot het Nationale Park van Nederland te maken.

## Waardering

### Kritieken en recensies
Praamsma (1995) wijst er op dat in Heimans beschrijvingen van beekjes in het Zuid-Limburgse land de 'levenswijze' van deze beekjes zelf gekenmerkt wordt door een sterke dynamiek en invloed heeft op de levensgemeenschappen waar hij doorheen stroomt. De niet-levende natuur krijgt in zijn beschouwing een dynamisch karakter en ontwikkelt zich. Praamsma noteert ook dat de manier waarop Heimans bloemen beschrijft zodanig is, “dat je er haast niet naar durft te kijken,” omdat je het risico loopt van het pad te raken en in de diepte te storten. Deze aandacht voor het detail en de levendigheid, niet het systematische en algemene, maakt de tekst opvallend.
Mennema schrijft in 2002 dat Uit ons krijtland in wetenschappelijk opzicht als het belangrijkste en waardevolste werk van Heimans wordt beschouwd en als een nog altijd onovertroffen voorbeeld van een natuurhistorische streekbeschrijving.
Verschoor en Willems schreven in 2011 en 2012 een artikel (in drie delen) naar aanleiding van het feit dat het toen honderd jaar geleden was dat Uit ons Krijtland verscheen.

### Hotel "Ons Krijtland"
In 1931 werd het hotel "Ons Krijtland" gebouwd. De naam werd rechtstreeks ontleend aan het boek van Heimans.

### Heimansgroeve
De Heimansgroeve is een aardkundig monument en wordt beheerd door 'Het Limburgs Landschap'.
“Dankzij Heimans is het Geuldal bij Epen een van de heilige plekken geworden in Nederland”, aldus Edmond Staal van 'Het Limburgs Landschap'. De 'steenkoolgrot' groeide uit tot symbool van het unieke landschap in het Geuldal. De groeve werd al in 1936 door 'Het Limburgs Landschap' gepacht. Een jaar daarna werd de naam "Heimansgroeve" geïntroduceerd. In 1992 werd de groeve uiteindelijk aangekocht, samen met de hoogstamboomgaard van de Bellethoeve.

### Asterophyllites Heimansi
"In het Museum van het Bureau voor Mijnbouwkundig onderzoek te Heerlen toont men u nu nog met groote waardeering de Brachiopode Derbya (Orthotetes), door Heimans gevonden, en vertelt men u, dat deze vondst een prikkel werd tot een hernieuwd en grondiger onderzoek van het Epener carboon, dat geleid heeft tot een niet gering te schatten verrijking van de wetenschap. Als een kleine erkenning van de verdiensten van den genialen dilettant jegens de geologische wetenschap noemde Dr. Jongmans een der nieuw ontdekte fossielen Asterophyllites Heimansi."

## Ons Krijtland Zuid-Limburg
In 1964 startte de KNNV Uitgeverij, de uitgeverij van de Koninklijke Natuurhistorische Vereniging,  met een reeks Ons Krijtland Zuid-Limburg. In totaal zouden er tussen 1964 en 1987 zes deeltjes verschijnen. Ze verschenen als Wetenschappelijke Mededelingen van de KNNV (W.M.-KNNV).
Blijkens het voorwoord van G. Houtman, toenmalig redacteur van de W.M., in het eerste deel van de serie, vroegen leden van de KNNV al vele jaren om een heruitgave van Uit ons Krijtland. Een ongewijzigde herdruk werd niet raadzaam geacht, omdat er, sinds Heimans in 1911 in Zuid-Limburg rondzwierf, te veel veranderd zou zijn. De uitdrukkelijke ambitie was echter wel om een eigentijds Uit ons Krijtland gestalte te gaan geven.
Net als in Uit ons Krijtland kreeg in Ons Krijtland Zuid-Limburg de geologie veel aandacht: in vier van de zes afleveringen waren geologische onderwerpen aan de orde. En net zoals het grote voorbeeld uit 1911 hadden sommige deeltjes uit de reeks het karakter van een (toeristische) reis- of wandelgids. Bijvoorbeeld in het eerste deeltje, waarin een tocht langs de “toeristenweg” van Epen naar Vaals wordt beschreven, en in deel V, waarin uitgebreid de geologische bezienswaardigheden van het Krijtland worden opgesomd. 
Van verschillende deeltjes van de reeks verschenen herdrukken; van sommige verscheen zelfs een vierde druk. 